# Megaceropsis quadridentatus
Megaceropsis quadridentatus är en skalbaggsart som beskrevs av Roger Paul Dechambre 1976. Megaceropsis quadridentatus ingår i släktet Megaceropsis och familjen Dynastidae. Inga underarter finns listade i Catalogue of Life.